# Santarcangelo di Romagna
Santarcangelo di Romagna (romanyol nyelven Santarcànzul) település Olaszországban, Emilia-Romagna régióban, Rimini megyében. Lakosainak száma 22 148 fő (2023. január 1.). Santarcangelo di Romagna Borghi, Poggio Torriana, Verucchio, Rimini, San Mauro Pascoli, Savignano sul Rubicone és Longiano községekkel határos.

## Népesség
A település lakossága az elmúlt években az alábbi módon változott:
| Lakosok száma | 22 180 | 22 171 | 22 148 |
|               | 2017   | 2018   | 2023   |